# Капролактон
ε-Капролактон или капролактон — лактон (циклический эфир), с семи-членным кольцом. Его название происходит от капроновой кислоты. Это бесцветная жидкость, смешивающаяся с большинством органических растворителей и водой, производится в больших масштабах как прекурсор для капролактама и поликапролактоновых полимеров.

## Производство и применение
Подавляющее большинство капролактона, производимого часто на месте, используется в качестве прекурсора для получения капролактама. Это также мономер, применяемый в производстве узкоспециализированных полимеров.
Например, его полимеризация с раскрытием кольца, даёт поликапролактон. Другой полимер монокрил, используемый в качестве шовного материала в хирургии.
В промышленности капролактон производится окислением циклогексанона с надуксусной кислотой по Байеру — Виллигеру.
Тремя основными производителями являются компании BASF в США,
Daicel в Японии
и крупнейший, Perstorp, в Швеции.
Используется капролактон в косметологии, из него состоят нити для подтяжки лица.
Капролактон применяется в общей торакальной, челюстно-лицевой хирургии, абдоминальной. Он востребован в гинекологии, андрологии, кардиохирургии, нейрохирургии, микрохирургии, а также других узкоспециализированных направлениях. С его помощью делают кожные и подкожные швы.
В хирургической практике чаще всего используется нить на основе капролактона и сополимера гликолида. Материал атравматичен, надёжно фиксирует ткани. Половину прочности теряет в первые две недели после наложения, а через два-три месяца полностью растворяется.

## Химические свойства
Основным применением капролактона является производство поликапролактонов. Они делятся на две категории: низкомолекулярные полиолы на основе поликапролактона, используемые в специальных полиуретанах и покрытиях, и высокомолекулярные термопласты, используемые в различных областях. Также известно, что миллионы тон капролактона преобразуются в капролактам ежегодно, однако, с использованием другой технологии.
Карбонилирование капролактона после гидролиза даёт пимелиновую кислоту. Лактоновое кольцо легко раскрывается в присутствии нуклеофилов, в том числе спиртов и воды, с образованием различных полилактонов и в итоге 6-гидроксиадипиновой кислоты.

## Родственные соединения
Известны также несколько других капролактонов, однако, они не находят такого технологического применения как ε-капролактон. Эти изомеры включают альфа-, бета-, гамма-, дельта-капролактоны. Все они обладают хиральностью. Гамма-капролактон является компонентом цветочных ароматов и феромонов насекомых Дельта-капролактон содержится в нагретом молочном жире..

## Безопасность
Капролактон быстро гидролизуется и образуемые в результате оксикарбоновые кислоты токсичны, как и другие представители этого класса соединений.
Они вызывают сильное раздражение глаз.
Длительное воздействие может привести к повреждению роговицы.